# Cap-Haïtien
Cap-Haïtien (Okap ou Kap Ayisyen en créole haïtien), anciennement Cap-Français ou Cap-Henri, souvent appelé Le Cap, est la deuxième ville d'Haïti, chef-lieu du département du Nord et de l'arrondissement de Cap-Haïtien.

## Géographie
Cap-Haïtien est une ville portuaire située sur la côte septentrionale de la République d'Haïti  et était considérée au XIXe siècle comme le port le plus sûr de celle-ci.
La ville se trouve sur la côte ouest de la baie du Cap-Haïtien, à l'embouchure de la rivière Haut-du-Cap et est dominée par la montagne du Morne Jean qui culmine à 718 mètres d'altitude. À l'ouest de l'agglomération de Cap-Haïtien s'étend en profondeur la baie de l'Acul.
Dans les faubourgs de la ville du Cap-Haïtien se trouve la ville de Vertières où se déroula la bataille de Vertières en 1803.

## Démographie
La commune est peuplée de 249 541 habitants(recensement par estimation de 2009), dont 155 505 habitants pour la ville elle-même.
Environ 74 % des habitants de Cap-Haïtien vivent dans des quartiers à forte densité et environ 72 % de ses bâtiments se trouvent dans des zones vulnérables aux inondations.

## Histoire

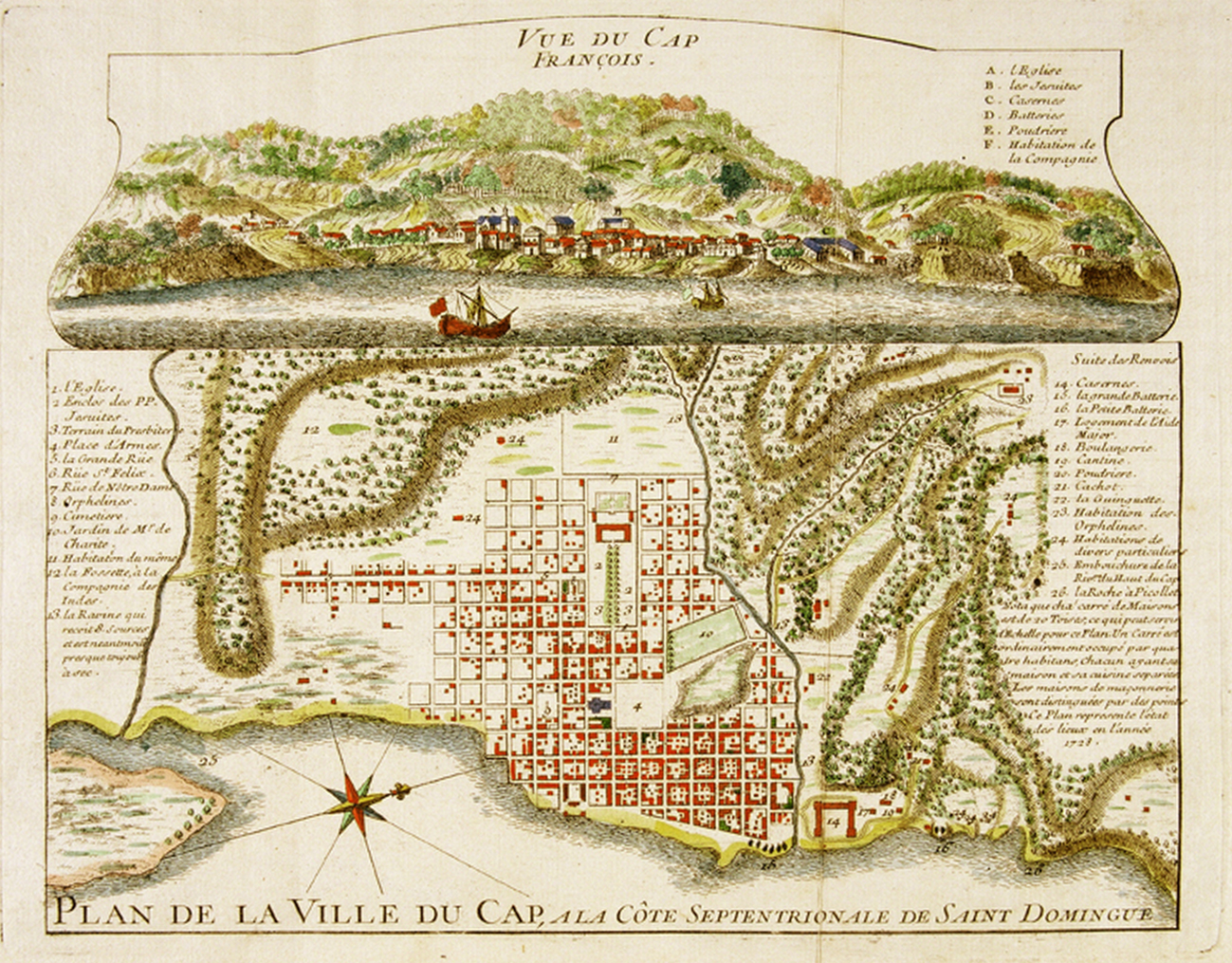
Le Cap Français vers 1728.

C'est à l'est de cette ville, jadis appelée Guarico par les Amérindiens, que Christophe Colomb fait construire un fortin baptisé La Navidad avec les débris de la Santa María, naufragée dans la nuit de Noël de l'année 1492. Il laisse sur place 39 de ses hommes qui, avant le retour de Colomb, sont tous tués par les indigènes excédés par leurs exactions. Le fort, qui avait été incendié, ne sera jamais reconstruit et tombe dans l'oubli, jusqu'à ce que des vestiges soient découverts par un paysan en 1977.

Vente d'esclaves à bord du navire négrier nantais la Marie Séraphique, dans la baie du Cap-Français, en 1773.

Pendant la période coloniale française, la ville, fondée en 1670 par une douzaine de colons-aventuriers sous le commandement de Bertrand d'Ogeron, est connue sous le nom de Cap-Français. La ville est alors la capitale de la colonie de Saint-Domingue avant la Révolution haïtienne.
En mai 1695, le Cap est attaqué et pillé par les Anglais, en représailles à l'expédition de la Jamaïque, menée en 1694 par Jean-Baptiste du Casse.
En 1739, on édifie le fort Picolet, composé de deux batteries superposées, d'un chemin de ronde et d'une muraille longeant la côte. Tout près de ce fort se dressent d'autres fortifications : le fort Magny (dans lequel est enterré le général Magny et défendu par la batterie du Gris-Gris), le fort Belly, le Fort-aux-Dames et le fort Saint-Joseph.
La population compte 15 000 habitants en 1790.
La ville est incendiée une première fois du 21 au 23 juin 1793 lors d'un affrontement franco-français entre révolutionnaires et contre-révolutionnaires.

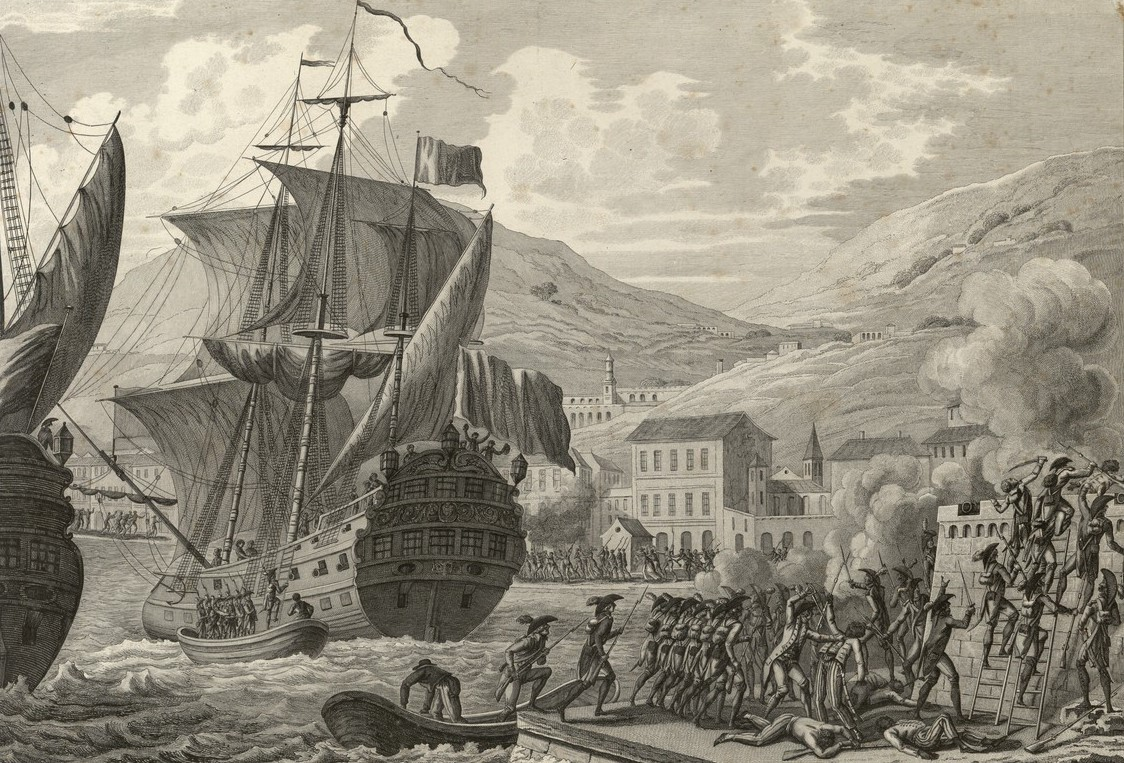
Prise du Cap-Français par le corps expéditionnaire français en févier 1802.

Le 5 ou le 6 février 1802, lors du débarquement de l'expédition de Saint-Domingue, le général Henri Christophe, faisant face à la supériorité militaire française par une politique de la terre brûlée, déclenche l'incendie qui détruit la ville en totalité.
L'histoire urbaine de la ville a été étudiée dans un article comparatif avec Jacmel, principale ville du sud du pays.
La bidonvilisation, la pauvreté, l'insécurité et la criminalité restent des phénomènes importants au Cap-Haitien,,,.
Au moins 90 personnes sont tuées dans l'explosion d'un camion-citerne le 14 décembre 2021. Des dizaines de blessés sont dans un état critique.

## Culture
La ville du Cap est très renommée culturellement avec des écrivains, des peintres illustres. Philomé Obin, un des plus importants peintres de l’histoire de l’art en Haïti vient du Cap-Haïtien. De plus, la ville est animée par la polémique entre deux mythiques formations musicales : Septentrional et Tropicana d'Haïti. Chacun de ses groupes compte des dizaines de milliers de fans, qu'on surnomme Djokannèl.
Le cinéma n'est pas un art majeur à Cap-Haïtien. D'ailleurs la ville ne compte qu'une seule salle de cinéma, Versailles Ciné. Néanmoins, la ville compte certaines productions de grande classe comme : Le Cap à la Une, Journée de couleur, 10 raisons pour tromper son mari.
Depuis 2015, le secteur culturel est très animé par la fondation d'une série d'associations culturelles très dynamiques par les jeunes de la ville. Ces associations interviennent dans la littérature, la culture, l'éducation, le théâtre. On peut retenir : Société du Samedi Soir, Cap-Art, Entre Les Pages, Centre Impact, Promoteurs de l’éducation pour la culture intellectuelle et sociale (PRECIS), Working Brain Group (WBG).

## Administration

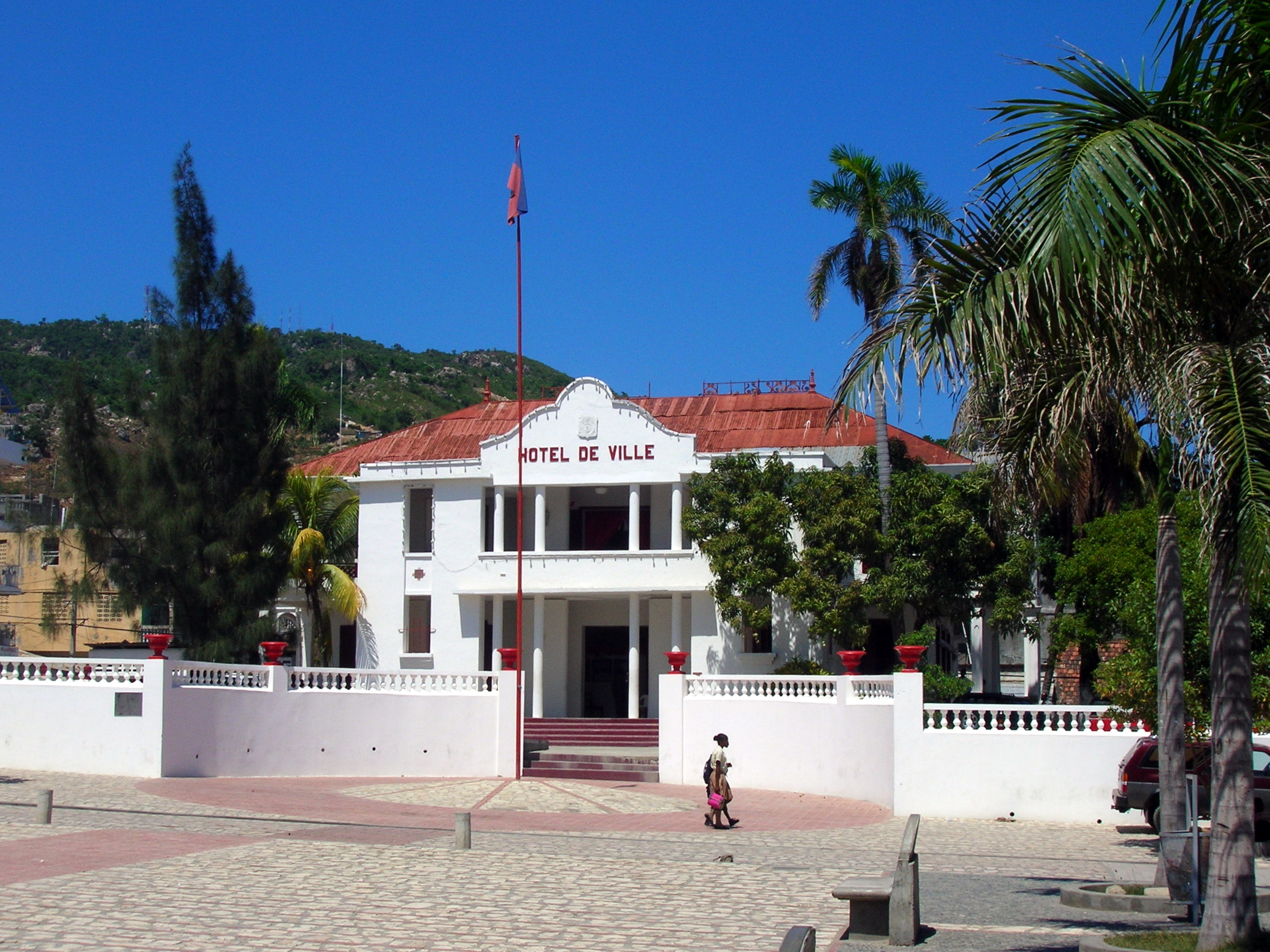
L'hôtel de ville de Cap-Haïtien.

La commune est constituée de 3 sections communales :
- Bande du Nord (es) ;
- Haut du Cap (es) ;
- Petit Anse (es) (dont le quartier « Petite-Anse »).

Comme pour les autres communes, il existait un cartel municipal et un système très complexe d’assemblée communale avec des membres élus démocratiquement, avec des termes de références semblables à ceux du cartel municipal, et qui, de fait, se trouve en concurrence avec celui-ci.
Depuis 2020, Cap-Haïtien est gouverné par une commission municipale composée du maire et ses adjoints qui ont été élus au suffrage universel mais seront dorénavant nommés par le gouvernement et auront le statut de fonctionnaires.

## Éducation

### Enseignement primaire

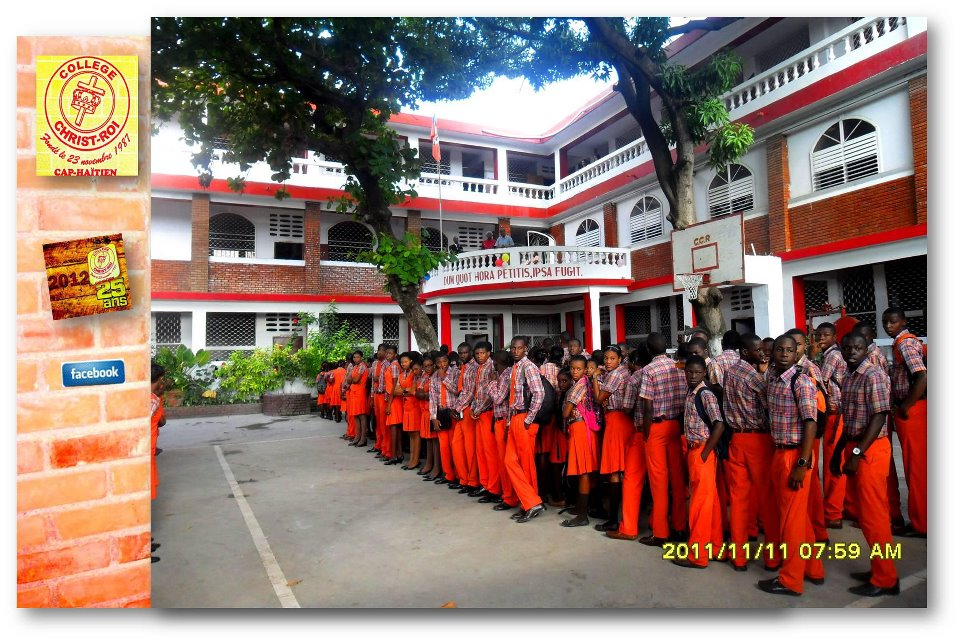
Collège Christ-Roi.

- Lycée national Philippe-Guerrier ;
- Lycée national Dutty-Boukman ;
- le collège Saint-Joseph dirigée par les Frères de l'Instruction chrétienne ;
- Collège Regina-Assumpta dirigé par les Sœurs de Sainte-Croix ;
- Collège Martin-Luther-King ;
- Collège Notre Dame du Perpétuel Secours ;
- École Saint Joseph de Cluny des Sœurs Anne-Marie Javoue.

### Enseignement supérieur
Le Campus Henri Christophe, une nouvelle entité de l'Université d'État d'Haïti, a été inauguré le 12 janvier 2012 à Limonade, après plus de 17 mois de travaux (première pierre posée le 31 juillet 2010). Financé par la République dominicaine, il accueille environ 10 000 étudiants et il est considéré comme l'infrastructure universitaire la plus moderne d'Haïti. Celle-ci est composée de plusieurs bâtiments de trois étages comportant : 72 salles de classe pour 30 étudiants chacune, une bibliothèque, des salles de réunions, des laboratoires informatiques, comptables, scientifiques, ainsi que des installations académiques, administratives et récréatives. Depuis son ouverture officielle en septembre 2012, le Campus est souvent le théâtre de mouvement étudiant qui réclame de meilleures conditions d'apprentissage, l'entretien des locaux, etc. En septembre 2020, un arrêt de fonctionnement est observé, à la suite d'un mouvement étudiant. Les protestataires réclament, entre autres, un enseignement de qualité, l'entretien des bâtiments, la démission du Conseil de gestion, inpliqué dans le scandale de dilapidation des fonds Petro-Caribe.
Il existe plusieurs autres universités publiques et privées au Cap-Haïtien. On peut citer l'Université Publique du Nord au Cap-Haïtien, l'Université Notre-Dame d'Haïti, l'Université Franco-Haïtienne du Cap-Haïtien, l'Université Roi Henri Christophe, l'Université Anténor Firmin, la Faculté de Droit, des sciences économiques et de gestion du Cap-Haïtien, et quelques autres.

## Transports

### Transport aérien
Cap-Haïtien abrite l’Aéroport international de Cap-Haitien (code AITA : CAP), qui est le deuxième aéroport le plus fréquenté d'Haïti.

### Transport maritime
Cap-Haïtien dispose du Port international du Cap-Haïtien géré par l'Autorité portuaire nationale.

### Transport interurbains
La Route nationale 1  relie Cap-Haïtien à la capitale Port-au-Prince en passant par  Saint-Marc et Les Gonaïves.
La Route nationale 3 relie également Cap-Haïtien à Port-au-Prince via le Plateau Central et les villes de Mirebalais et Hinche.

### Transports locaux
Cap-Haïtien possède l'un des plus simples systèmes de quadrillage d'Haïti avec ses rues nord-sud renommées en lettres simples (en commençant par la rue A, une avenue principale) et ses rues est-ouest en chiffres.
Le boulevard du Cap-Haïtien (également appelé boulevard Carenage) est le principal boulevard du Cap-Haïtien qui longe l'océan Atlantique dans la partie nord de la ville.
Cap-Haïtien est desservi par des Tap-tap, des taxis et des motos.

## Économie
Cap-Haïtien vit essentiellement des activités du  secteur tertiaire, et particulièrement du secteur touristique.
La plus grande partie de la population  travaille dans le secteur informel. La branche d’activité dominante est le commerce de produits primaires et manufacturés. En 2018, le revenu annuel par habitant à l’échelle nationale s’élève à  5 462 gourdes.

## Tourisme
Cap-Haïtien est connu comme abritant le plus grand centre de monuments historiques du pays et, à ce titre, c'est une destination touristique.
La baie, les plages et les monuments en ont fait une destination de villégiature et de vacances pour les classes supérieures d'Haïti, comparable à  Pétion-Ville.
Cap-Haïtien a également parfois attiré davantage de touristes internationaux, car il a été isolé de l'instabilité politique du sud de l'île. Elle possède une riche architecture coloniale française, bien préservée.
La station balnéaire de Labadie se trouve à environ 5 km au nord-ouest du Cap-Haïtien.
La Citadelle La Ferrière se trouve à 15 km au sud de Cap-Haïtien, au sein du Parc National Historique - Citadelle, Sans Souci, Ramiers classé au patrimoine mondial de l'UNESCO depuis 1982.
Situé à 3,5 kilomètres au sud du Cap-Haïtien, Vertières abrite le site de la bataille de Vertières.

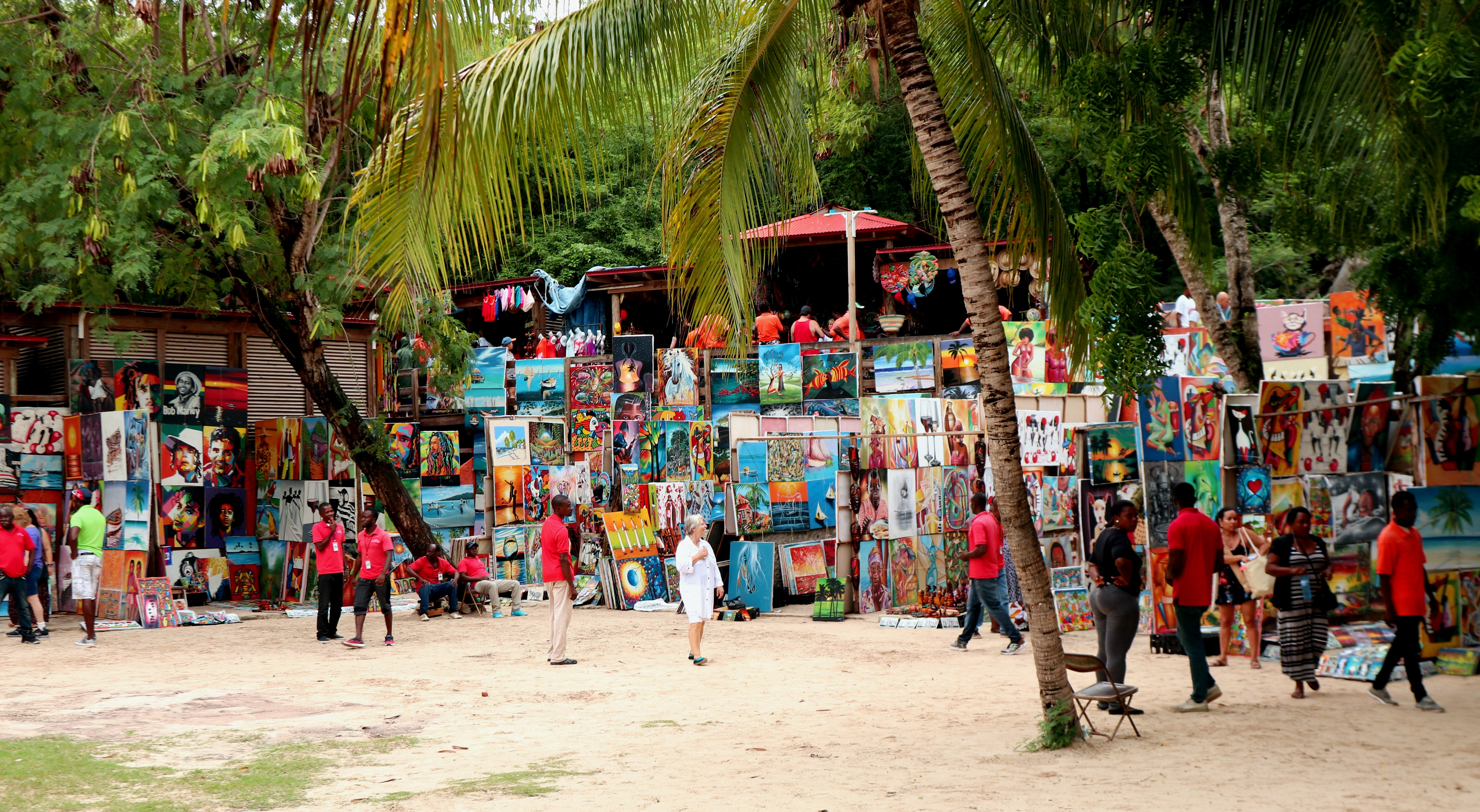
Marché de l’artisanat à Labadie.
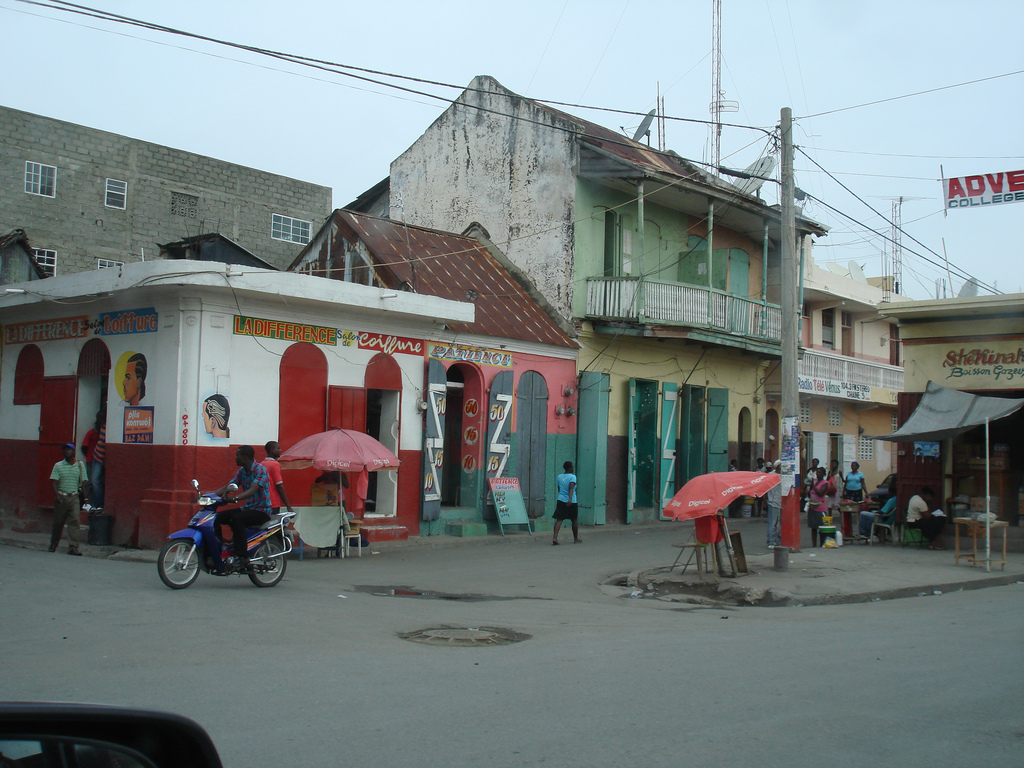
Architecture coloniale française à Cap-Haïtien.
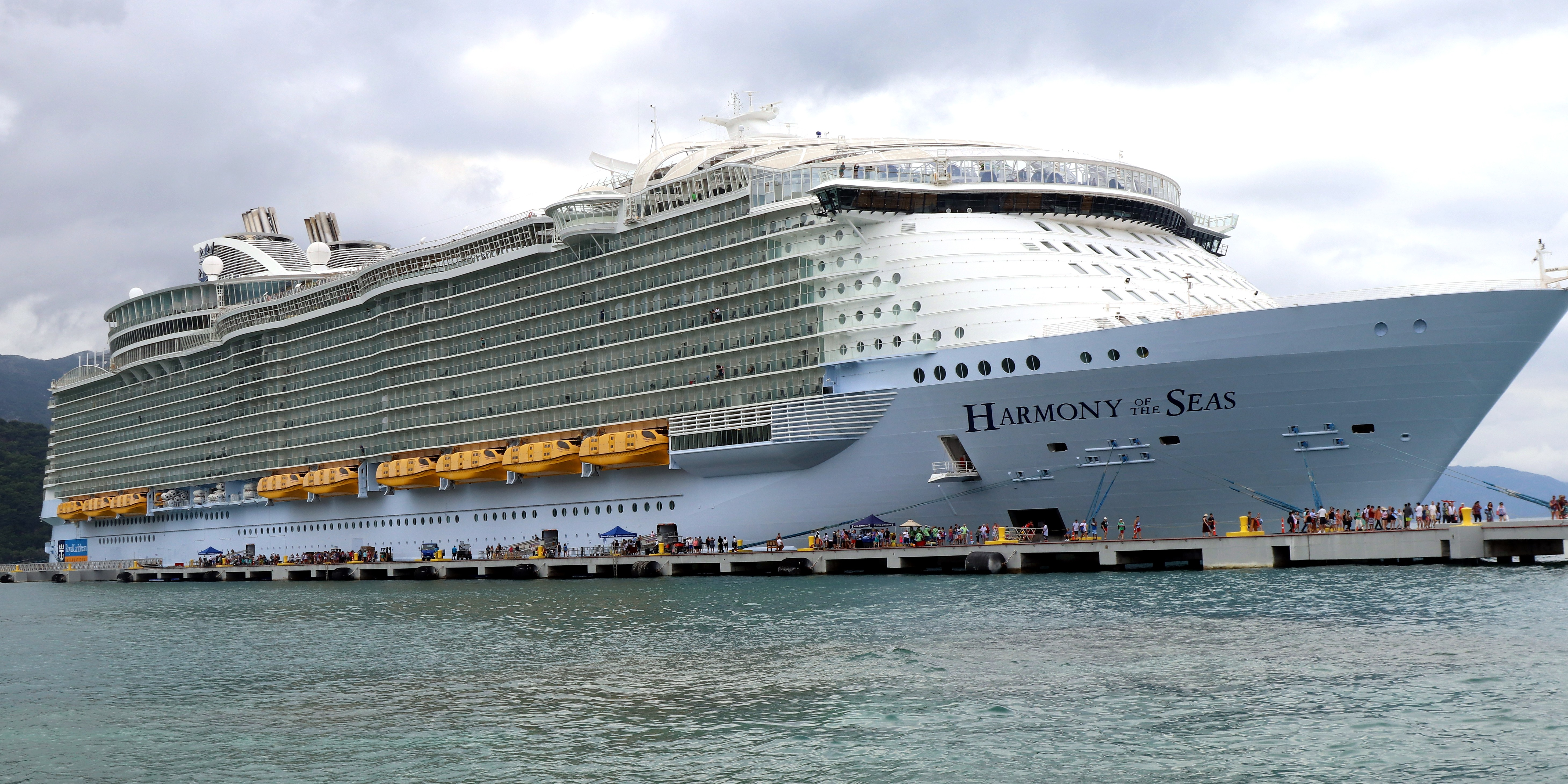
Harmony of the Seas à Labadie.

## Religion

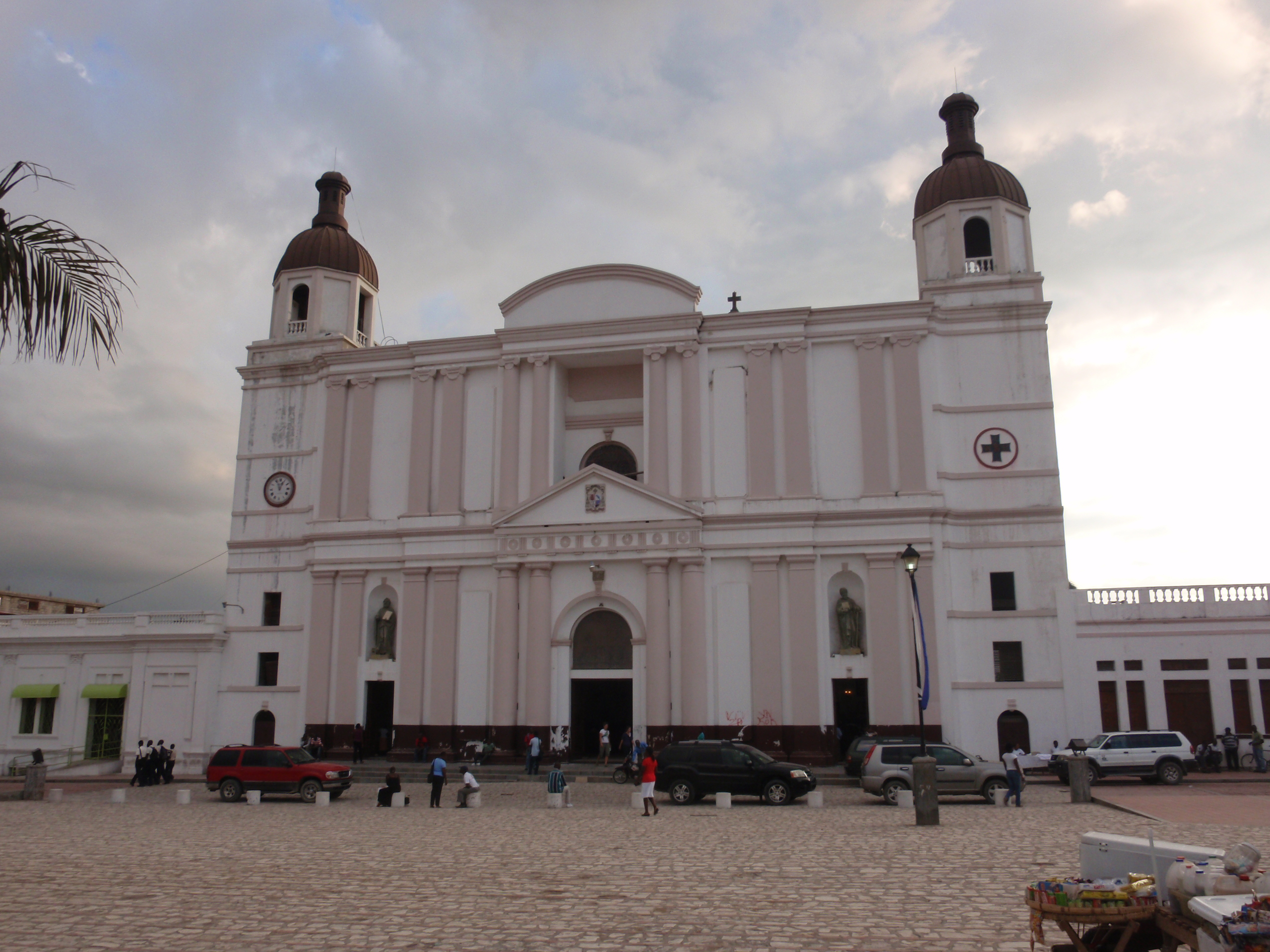
Cathédrale Notre-Dame-de-l'Assomption de Cap-Haïtien.

- Première Eglise Baptiste du Cap-Haïtien (rue 14k)
- Église Immaculée Conception de Petite Anse

- Archidiocèse de Cap-Haïtien
- Cathédrale Notre-Dame-de-l'Assomption de Cap-Haïtien
- Église de Sacré-Cœur du Cap-Haïtien
- Église Baptiste Lumière du Cap-Haïtien
- Église Synagogue de Jésus-Christ du Cap-Haïtien
- Église Baptiste de L'espoir
- Église Adventiste Temple 1 du Cap-Haïtien
- Église Wesleyenne du Cap-Haïtien

## Sport
Cap-Haïtien abrite le Parc Saint-Victor qui est le domicile de trois équipes de ligues majeures : Football Inter Club Association, AS Capoise et Real du Cap.

## Personnalités liées au Cap-Haïtien

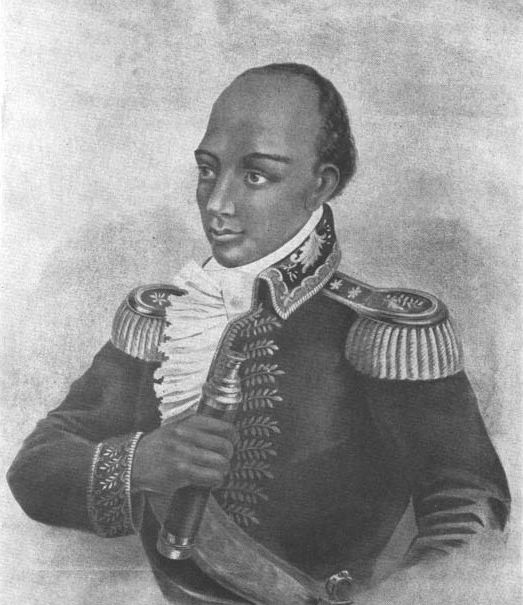
Toussaint Louverture.

- Toussaint Louverture.Jean II Stapleton (Cap-Français, 1696-1776), armateur et planteur de sucre à Saint-Domingue, issu de l'émigration jacobite des Irlandais nantais ;
- Antoine Walsh (Saint-Malo, 1703 - Cap-Français, 1763), homme d'affaires issu de l'émigration jacobite des Irlandais nantais ;
- Étienne Louis de Perier (30 juin 1725 au Havre - 1er août 1756 au Cap-Haïtien) est un lieutenant de vaisseau, chevalier de l'ordre royal et militaire de Saint-Louis, et aristocrate français du XVIIIe siècle ;
- Le bienheureux Jacques Bonnaud (1740-1792), prêtre jésuite, martyr de la Révolution française est né à Cap-Haïtien ;

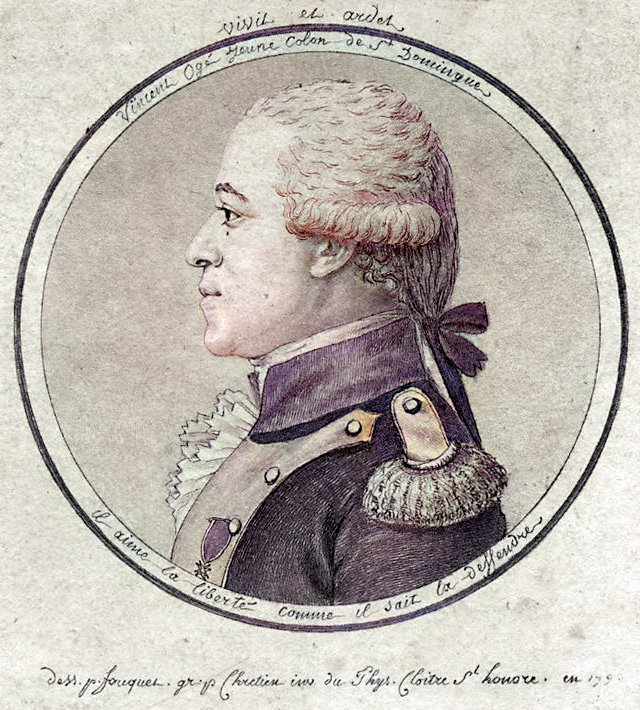
Vincent Ogé.

- Vincent Ogé.Toussaint Louverture (Habitation Bréda du Haut-du-Cap, Cap-Français, 1743 - La Cluse-et-Mijoux, 1803), grand dirigeant de la Révolution haïtienne, devenu par la suite gouverneur de Saint-Domingue (le nom d'Haïti à l'époque).
- Antoine René de Mirondel, dit Mirdonday (1747-1797), général des armées de la République, décédé de la fièvre jaune dans cette ville ;
- Jean-Baptiste-Joseph Brelle (Douai, 1754 - Cap-Haïtien, 1819), père capucin français, archevêque d'Haïti ;
- Antoine Rougé (1763-1831), baron, général des armées de la République française est né dans cette ville ;
- Vincent Ogé (Dondon, 1755 - roué vif au Cap-Français, 1791), figure de la révolution haïtienne ;Elbeau Carlynx.

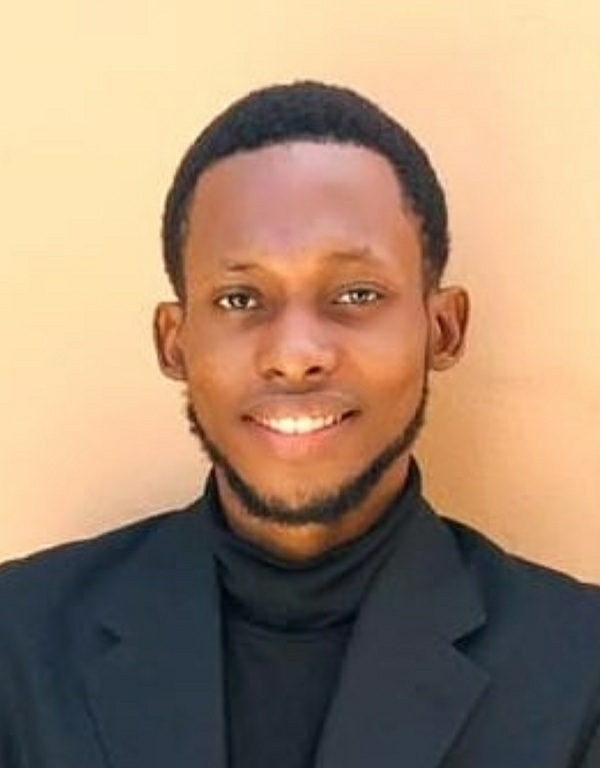
Elbeau Carlynx.

- François Marie Sébastien Pageot (Cap-Français, 1766 - Paris, 1834), général des armées de la République française et de l'Empire, né à Cap-Français, décédé à Paris ;
- Elbeau Carlynx, né au Cap-Haïtien en 1994, poète, auteur de Intimité de la nuit ;
- Frantz Zéphirin, né au Cap-Haïtien en 1968, peintre ;
- Philomé Obin (Limbé, 1892 - Cap-Haïtien, 1986), peintre ;
- François Gayot, archevêque de Cap-Haïtien de 1974 à 2003 ;
- Maximilien Laroche (1937-2017), professeur à l'université Laval, conférencier et essayiste des littératures française, québécoise et francophone des Caraïbes, né au Cap-Haïtien ;
- Galland Semerand (1953-2019), peintre et architecte, né au Cap-Haïtien ;
- Jovenel Moïse, Président de la république d'Haïti de 2017 à 2021. Il est assassiné le 7 juillet 2021, puis est inhumé dans la ville le 23 juillet ;
- Sifrael Wemonche, acteur et comédien ;
- Vanessa Désiré, chanteuse haïtienne ;
- Alice Garoute (1874-1950), suffragette haïtienne;
- Mike Bellot, entrepreneur haïtien
- Samuel Dameus, personnalité médiatique haïtienne.

## Jumelages
| Ville | Ville               | Pays | Pays       | Période     |
| ----- | ------------------- | ---- | ---------- | ----------- |
|       | Columbia            |      | États-Unis | depuis 2016 |
|       | Fort Lauderdale     |      | États-Unis |             |
|       | La Nouvelle-Orléans |      | États-Unis |             |
|       | Suresnes            |      | France     | depuis 1998 |

## Galerie

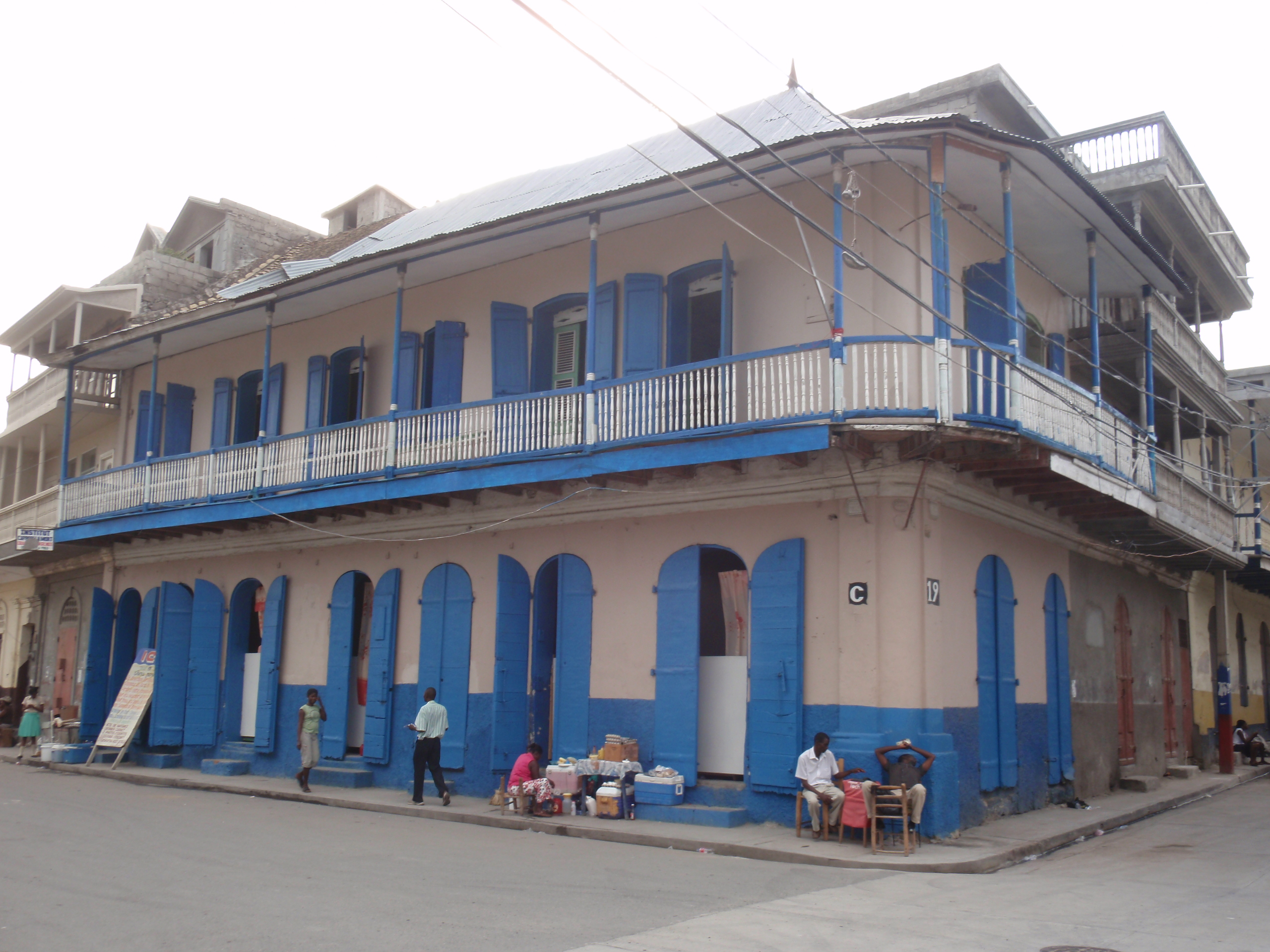
Maison coloniale dans le centre historique.
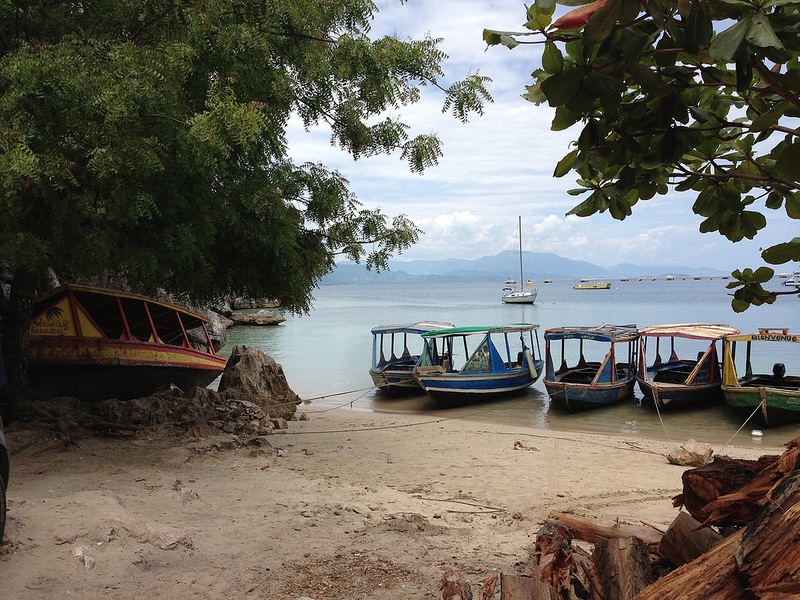
Plage à Labadie
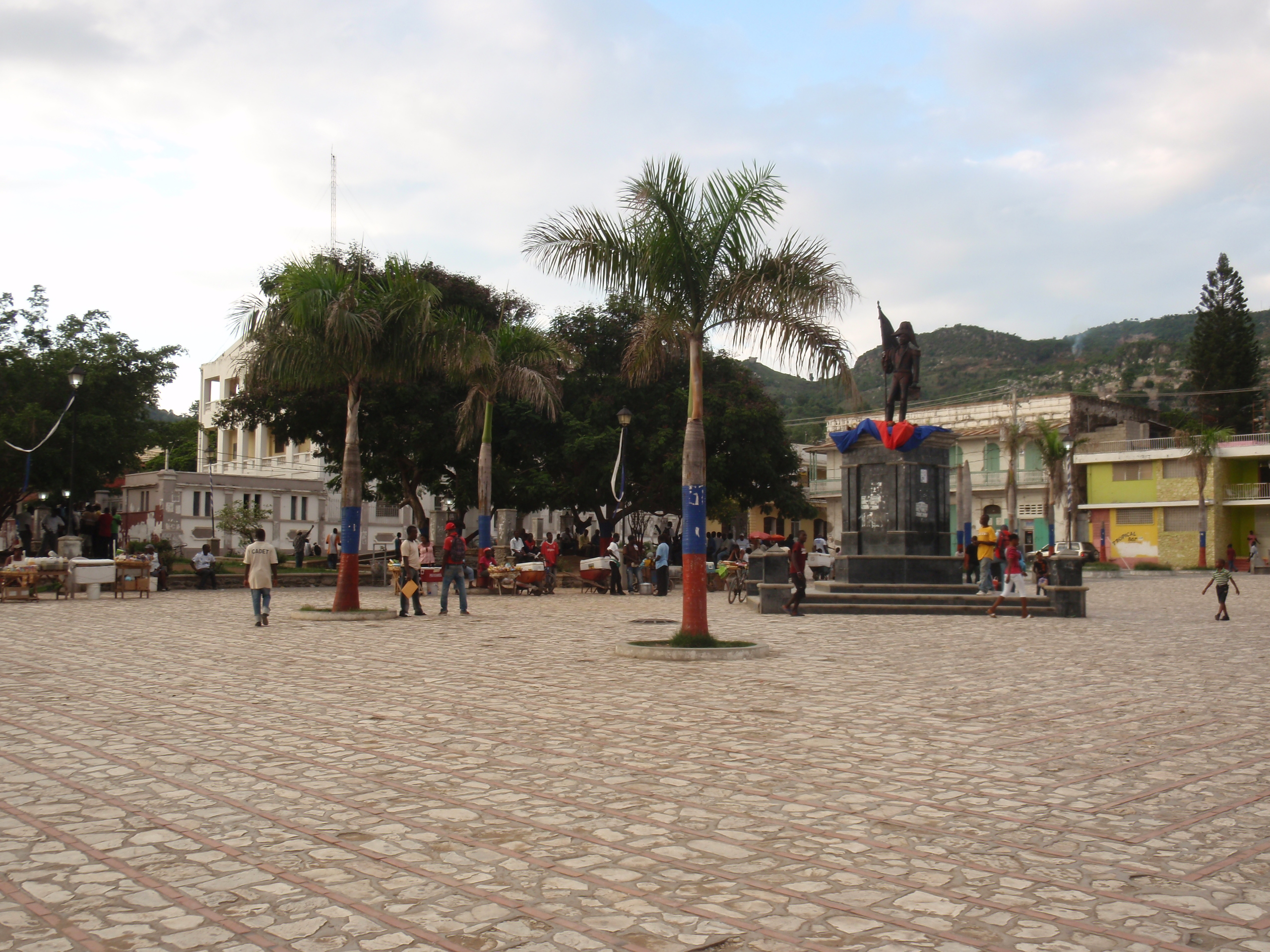
Esplanade devant la cathédrale.
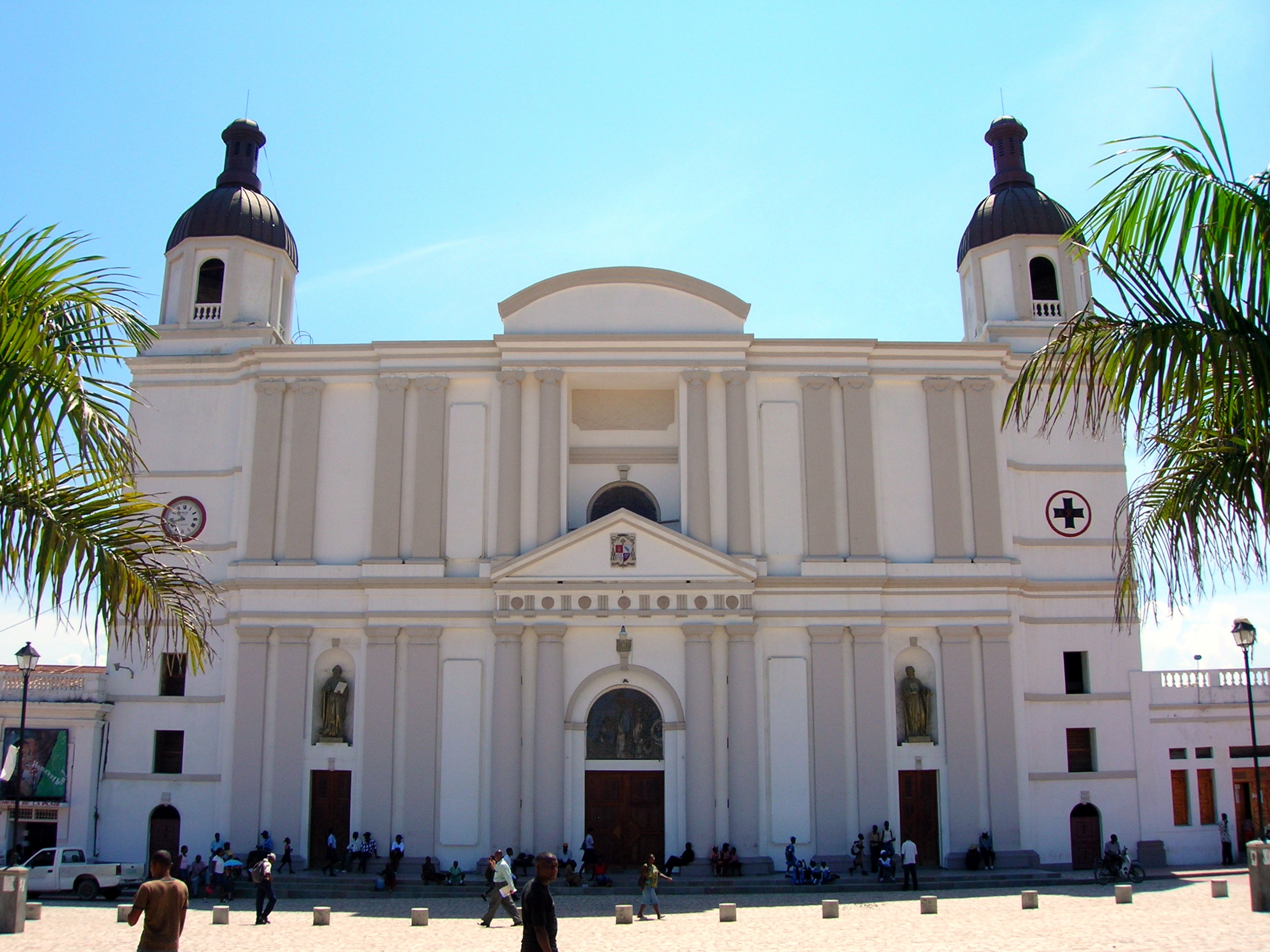
La cathédrale de Cap-Haïtien.